# Another Music in a Different Kitchen
Another Music in a Different Kitchen è il primo album della punk band Buzzcocks. Ebbe un discreto successo, tanto che il primo singolo estratto, I Don't Mind, raggiunse la 55ª posizione nella classifica inglese.
L'album presenta quel mix di sonorità punk rock con influenze pop che resero famosa la band inglese e che vennero in seguito catalogati con il nome di pop punk (genere di cui i Buzzococks sono tra i fondatori).

## Tracce
1. Fast Cars – 2:26 (Devoto, Diggle, Shelley)
2. No Reply – 2:16 (Shelley)
3. You Tear Me Up – 2:27 (Devoto, Shelley)
4. Get on Your Own – 2:26 (Shelley)
5. Love Battery – 2:09 (Devoto, Shelley)
6. Sixteen – 3:38 (Shelley)
7. I Don't Mind – 2:18 (Shelley)
8. Fiction Romance – 4:27 (Shelley)
9. Autonomy – 3:43 (Diggle)
10. I Need – 2:43 (Diggle, Shelley)
11. Moving Away from the Pulsebeat – 7:06 (Shelley)

Tracce bonus presenti nella ristampa
1. Orgasm Addict – 2:01 (Devoto, Shelley)
2. Whatever Happened to...? – 2:14 (Dial, Shelley)
3. What Do I Get? – 2:55 (Shelley)
4. Oh Shit – 1:35 (Shelley)

## Formazione
- Pete Shelley - voce e chitarra
- Steve Diggle - chitarra e voce
- Steve Garvey - basso
- John Maher - batteria